# Nicole Richie
Nicole Camille Richie (Berkeley, California, 21 de septiembre de 1981) es una diseñadora de moda, autora y personalidad de televisión estadounidense. Richie es principalmente conocida por su papel en la serie de televisión de la MTV The Simple Life, la cual compartió junto a Paris Hilton.
Su padre biológico fue Peter Michael Escovedo, un músico que tocó durante un breve tiempo con Lionel Richie y su madre, Karen, era asistente ejecutiva para Sheila Escovedo. Nicole Richie es la hija adoptada por el cantante Lionel Richie, y su esposa de ese entonces, Brenda Harvey. En años recientes, Richie se ha enfocado en obras de caridad y el medio ambiente. En noviembre de 2007, Richie y su esposo Joel Madden crearon The Richie Madden Children's Foundation.
La vida personal tumultuosa de Richie ha atraído publicidad significativa en la prensa sensacionalista por su extremada delgadez, que hizo correr el rumor de que padecía un trastorno alimentario, haber sido arrestada en dos ocasiones por conducir bajo los efectos del alcohol (en 2003 y 2006), y su reiterado abuso de las drogas durante su adolescencia y su juventud. Richie entró a rehabilitación y desde entonces ha tenido dos hijos con su esposo Joel Madden, miembro de la banda pop punk estadounidense Good Charlotte. Ella y Madden anunciaron su compromiso en febrero de 2010, y se casaron el 11 de diciembre de ese año.

## Primeros años y educación
Nicole Richie nació como Nicole Camille Escovedo en Berkeley, California. Es hija biológica de Peter Michael Escovedo y Karen, quien era asistente ejecutiva de Sheila Escovedo y fue fruto de una aventura entre ambos. Lionel Richie era amigo de Peter Michael Escovedo, y estaba casado con Brenda Harvey, quien tenía dificultades para tener hijos. Peter y Karen decidieron no criar a Nicole, pues encontraron difícil esa posibilidad por su estado financiero y, a los tres años de edad, llegaron a un acuerdo y Nicole comenzó a convivir con Lionel Richie y Brenda Harvey como la hija que ellos nunca pudieron tener. 
«Mis padres eran amigos de Lionel [dijo ella]. Confiaban en que él y su mujer serían mejores padres para mí.» Lionel Richie y su esposa, Brenda Harvey, criaron a Nicole Camille como su hija y para darle la mejor vida posible, la niña comenzó a asistir a sesiones semanales con un psicólogo desde los tres años de edad durante toda su niñez. 
Nicole fue adoptada legalmente por los Richie a los nueve años de edad y Nicole obtuvo el apellido del matrimonio. Poco después de que la adopción fuera formalizada, la aventura de Richie con otra mujer se hizo pública. Tras la noticia, los Richie pasaron por una separación amarga y pública, y para evitar que esto afectara a su pequeña, consentían a Nicole todos los caprichos que ella pidiese. 
«Su manera de hacerme feliz era decir que sí a todo lo que yo quería, pero, ahora lo pienso y no creo que una niña pequeña debiese tener tanta libertad», dijo Nicole Richie en una entrevista con la revista Vanity Fair. Lionel Richie se casó de nuevo después de su divorcio y le dio a Nicole dos medio hermanos: Myles (nacido en 1994) y Sofia (nacida en 1998). Richie tiene una madrina, Nancy Davis, hija de Marvin Davis y madre de Brandon Davis. Quincy Jones y Michael Jackson eran los padrinos de Richie. Jones dijo en la revista People que él «conoce a Nicole Richie desde que era un bebé. Es una chica muy inteligente».
En 1986, comenzó a asistir a la guardería en Buckley School en Sherman Oaks, California, donde conoció a Paris Hilton. Nicole Richie se graduó de Montclair College Preparatory School en 1999. Estudió Artes y Medios de Comunicación durante dos años en la Universidad de Arizona.

## Televisión
En 2003, Richie y su mejor amiga Paris Hilton protagonizaron la serie The Simple Life, en la que vivían un mes con una familia de una comunidad rural de Altus, Arkansas. La serie debutó en MTV el 2 de diciembre de 2003, con altos índices de audiencia. El episodio atrajo trece millones de espectadores. La serie continuó durante una segunda y tercera temporada, y Richie alcanzó el estrellato por su personalidad cómica.
El programa fue cancelado posteriormente por MTV después de una disputa entre Hilton y Richie, pero fue transmitido por E! para la cuarta temporada, que fue un éxito para E!, atrayendo cerca de un millón de espectadores y una quinta temporada de poco éxito. 
Más complicaciones surgieron durante la producción de la quinta temporada. Richie y Hilton fueron procesadas por conducir en estado de embriaguez, y se arriesgaban a pasar un tiempo en prisión. Hilton fue sentenciada a 23 días en prisión, aunque esto fue después de que la producción de la temporada hubiera terminado. Richie aceptó un acuerdo de culpabilidad y fue sentenciada a cuatro días en prisión, después de que la producción había terminado. A pesar de negociaciones de una sexta temporada, la serie terminó en la quinta temporada.
En 2005, Richie debutó como actriz en la comedia dramática Kids in America. Richie ha protagonizado series de televisión como Eve, Six Feet Under y 8 Simple Rules for Dating My Teenage Daughter, e interpretando un personaje recurrente como Heather Chandler en la serie Chuck. En julio de 2008, se anunciaron planes para convertir la novela de Richie de 2005, The Truth About Diamonds, en una serie de televisión.
El 1 de enero de 2010, se anunció que Richie sería jueza invitada en Project Runway.

## Otros trabajos

### Escritura
En 2005, Richie escribió una novela semiautobiográfica, The Truth About Diamonds, que fue lanzada por Bharell Jackson Publishing. La novela se inspira en su vida, pero sobre todo es ficción. Relata la vida de Chloe Parker, la hija adoptada de un cantante que hace su camino en los mejores clubes y fiestas de Hollywood y se enfrenta a una adicción a las drogas. A principios de enero de 2006, The Truth About Diamonds llegó al número 32 en Hardcover Fiction en la Lista de Mejor Vendidos de The New York Times.
La segunda novela de Richie, titulada Priceless, fue lanzada el 28 de septiembre de 2010. Cuenta la historia de una chica que pierde todo y luego aprende sobre lo que realmente importa en la vida.

### Diseño y moda
Ha sido el rostro de Bongo Jeans y Jimmy Choo. En abril de 2007, Richie anunció planes para comenzar una línea de joyas, accesorios y gafas de sol, junto a un perfume y un libro de estilo. En octubre de 2008, debutó en una línea de joyería, House of Harlow 1960. La línea estuvo disponible en la boutique de Kitson. En la primavera de 2010, la línea fue extendida para incluir ropa y zapatos. En 2009, Richie se unió a una tienda de maternidad, A Pea in the Pod para crear la nueva colección de ropa de maternidad. La línea fue titulada Nicole. Richie creó piezas que amaría vestir como una mujer embarazada. En febrero de 2010, Richie expandió su negocio de modas con una línea de mujeres llamada Winter Kate, los segundos nombres de su hija. La colección fue inspirada en estampas y formas atemporales, y florales hermosos.
En 2010, ganó "Empresaria del Año" por House of Harlow 1960 en los Premios Mujeres Glamorosas del Año. House of Harlow 1960 también estuvo nominada en la categoría "Mejor Línea de Moda de Celebridad" en Teen Choice Awards 2010.

### Música
Richie fue miembro de la banda de rock Darling. Hizo su debut musical en febrero de 2005 con una aparición en vivo en The View de ABC tocando el piano. Aunque se especuló que Richie está trabajando en un álbum, ella le dijo a People que no es verdad; sin embargo, ella dijo "Eventualmente quiero grabar un álbum, pero ahora tengo mucho en mi plato". En febrero de 2010, Richie fue presentada en el sencillo de caridad We Are the World 25 for Haiti. "Tenía cuatro años de edad cuando observé a mi papá grabar We Are The World y hoy puedo hacerlo de nuevo. Estoy emocionada por ayudar a hacer un cambio", dijo luego de la experiencia.
En 2004, audicionó para el papel de Maureen en el éxito popular de Broadway, Rent, pero no obtuvo el papel. En 2008, se le ofreció el papel principal para el musical Chicago, como Roxie Hart.

## Vida personal

### Relaciones y familia

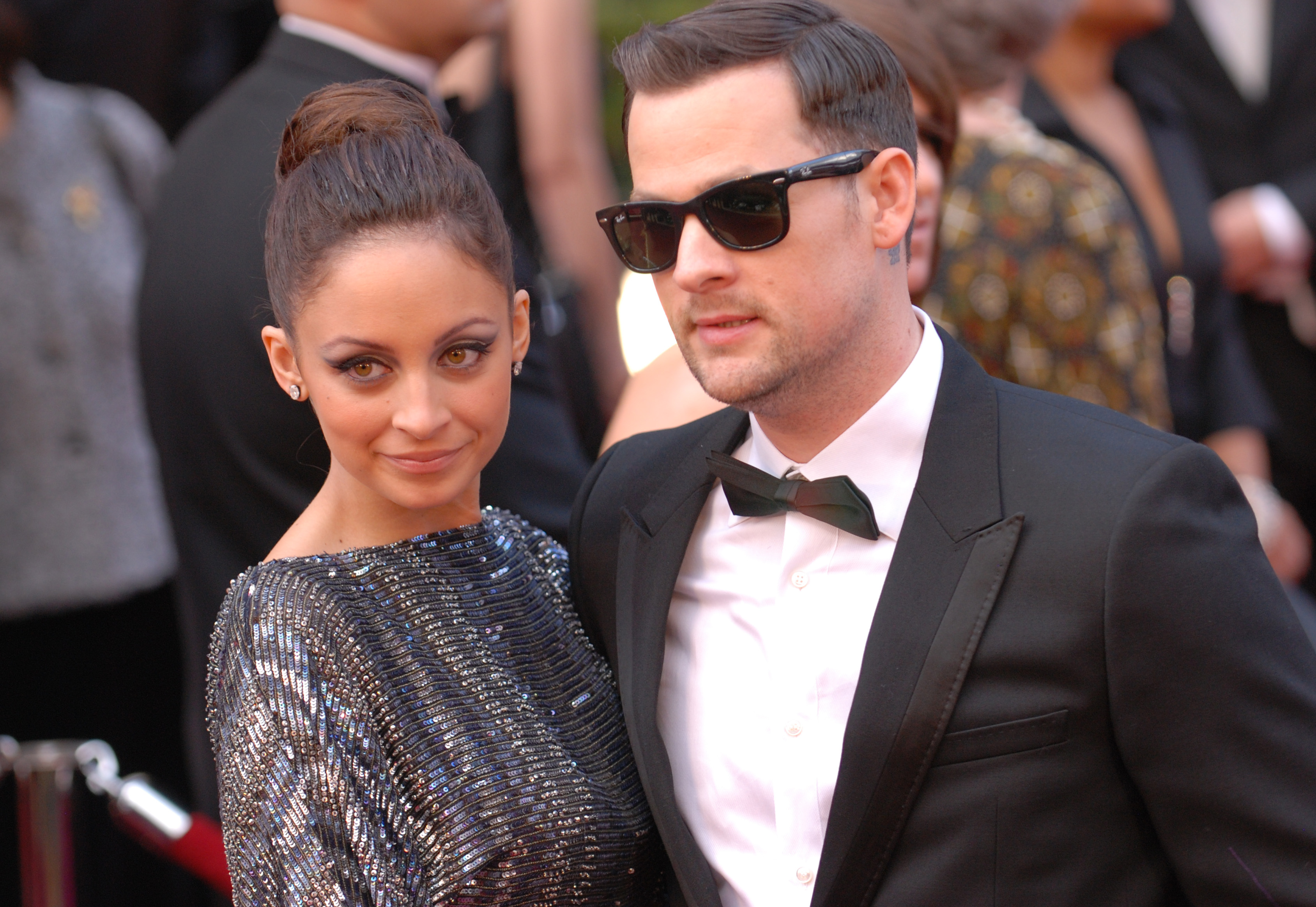
Nicole Richie y Joel Madden en 2010

En abril de 2005, surgieron informes que Richie y su amiga Paris Hilton no se hablaban más. Hilton comentó en los informes diciendo, "No es un gran secreto que Nicole y yo no somos más amigas. Nicole sabe lo que hizo, y eso es todo lo que diré al respecto." Ni Richie ni Hilton alguna vez hablaron sobre la causa de su separación, aunque los rumores sugieren que la pareja se separó debido a que Nicole mostró uno de los vídeos sexuales de Paris a un grupo de sus amigos. Las dos se reconciliaron finalmente en octubre de 2006.
Richie ha tenido una serie de relaciones de alto perfil. Salió con DJ AM (Adam Goldstein) desde 2003 a 2005, y terminaron después de un compromiso de nueve meses. Richie también estuvo vinculada brevemente con su amigo de la infancia Brody Jenner del programa de MTV The Hills.
La relación de un perfil más alto fue con el líder de Good Charlotte, Joel Madden, con quien comenzó a salir en noviembre de 2006. Tienen dos hijos: Harlow Winter Kate Richie Madden (nacida el 11 de enero de 2008) y Sparrow James Midnight Madden (nacido el 9 de septiembre de 2009). La pareja confirmó su compromiso en febrero de 2010, y se casaron el 11 de diciembre de 2010. Richie trajo un elefante entrenado a la boda, que dio seguimiento a su declaración en junio de 2005 a la revista People que quería que sus invitados montaran un elefante en su boda.

### Salud
A principios de 2006, Richie fue noticia con una apariencia dramáticamente delgada, después de pasar dos temporadas de The Simple Life más pesada que su peso habitual. En mayo, ella le dijo a Vanity Fair, "Sé que estoy muy delgada ahora, así que no quiero que ninguna chica joven me mire y diga, 'Así es como quiero estar.'". También dijo, "Comencé a ver a un nutricionista y un médico. Estaba asustada que podría ser algo más serio." Durante este tiempo, se informó que también buscó ayuda de un psiquiatra y un entrenador personal. Más tarde ese año, en septiembre, Richie dijo, "No soy anoréxica. No soy bulímica. No tengo un desorden alimenticio." El 27 de octubre de 2006, se anunció que Richie estaba buscando tratamiento por "una incapacidad de aumentar de peso", aunque no es el tratamiento para un trastorno alimenticio.
En marzo de 2007, Richie fue llevada al hospital por deshidratación. El 21 de marzo, sus representantes anunciaron que fue diagnosticada con hipoglucemia.

### Problemas legales

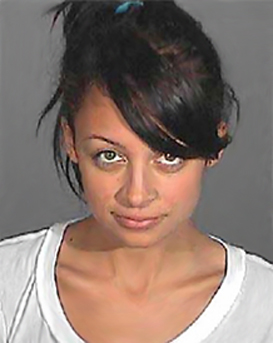
Nicole Richie en 2006.

En febrero de 2003, Richie fue arrestada en Malibú, California y fue acusada de posesión de heroína mientras conducía con una licencia de conducir suspendida.
El 11 de diciembre de 2006, Richie fue arrestada por la California Highway Patrol después de que hubiera dado positivo en un control de alcoholemia. Fue acusada de conducir bajo los efectos de las drogas en la Ruta Estatal 134 en Burbank/Glendale, en el área de California. Varios automovilistas habían informado de un Mercedes Benz Clase G negro entrando a la autopista SR134 en la rampa de salida y yendo en dirección prohibida. Richie admitió haber usado marihuana y Vicodin antes del incidente, y el 27 de julio de 2007 fue sentenciada a cuatro días en prisión. Pero solo llegó a cumplir unos 82 minutos de la sentencia, ya que se registró ella misma en el Centro de Detención Regional Century en Lynwood, California, el 23 de agosto de 2007 a las 15:15 PDT y fue liberada a las 16:37 PDT.
Un portavoz del departamento de Sheriff le dijo a la revista People que Richie «fue liberada antes de tiempo debido al hacinamiento en el sistema carcelario. Esto es un procedimiento estándar para los delincuentes no violentos». Tras pasar 82 minutos en prisión, Richie estaba «agradablemente sorprendida por haber sido puesta en libertad tan deprisa», dijo su abogado.
Richie se inscribió para un programa de educación contra el consumo del conductor, de acuerdo con los documentos presentados ante la Corte Superior de California. El 22 de junio, su libertad condicional fue ampliada a un año hasta marzo de 2011 debido a que olvidó su clase de conducir anti-alcohol. La libertad condicional de Richie terminó el 29 de diciembre de 2010 después que su abogado presentó detalles al juez probando que Richie había completado todos los términos de su libertad condicional.

## Caridad
En noviembre de 2007, Richie y su pareja Joel Madden crearon The Richie Madden Children's Foundation. Richie, Joel y Benji Madden junto con UNICEF celebraron un evento para recaudar fondos para el Proyecto Tap en marzo de 2009. Vendieron 143 bombas de agua para traer agua directamente a los pueblos y recaudaron $100.000. Esprit donó 10% de todas las ventas el 2 de abril de 2009. Durante 2010, la Fundación trabajó con Beyond Shelter, una organización sin fines de lucro dedicada a proporcionar refugio a las familias sin hogar en Los Ángeles.
En mayo de 2008, Richie y Madden grabaron un anuncio de UNICEF de servicio público para generar ayuda por el ciclón devastador de Myanmar. Richie y Madden han escrito blogs en la página de UNICEF y animaron a las personas a ayudar a los niños necesitados.
Richie ha sido miembro de la junta de la Asociación Ambiental de los Medios de Comunicación durante varios años y tomó parte en su programa de sensibilización en mayo de 2009. Cada miembro "adoptó" una escuela para crear conciencia sobre el programa y ayudar a los estudiantes con la educación ambiental. Participó en una subasta benéfica que comenzó en la página handmedowns.com. Las ganancias fueron directamente a The Richie Madden Children’s Foundation para ayudar a traer más oportunidades a los niños en los Estados Unidos y el extranjero.

## Filmografía
style="background:#B0C4DE;" | Vídeos musicales

| Película   | Película                                      | Película                    | Película                              |
| Año        | Película                                      | Papel                       | Notas                                 |
| ---------- | --------------------------------------------- | --------------------------- | ------------------------------------- |
| 2005       | Kids in America                               | Kelly Stepford              | Acreditada como Nicole Camille Richie |
| 2008       | Paris, Not France                             | Ella misma                  | Película-documental                   |
| 2023       | Good Burger 2                                 | Ella misma                  | Cameo                                 |
| 2024       | Summer Camp                                   | TBA                         |                                       |
| Televisión |                                               |                             |                                       |
| Año        | Título                                        | Papel                       | Notas                                 |
| 2018       | Great News                                    | Portia                      |                                       |
| 2003–2007  | The Simple Life                               | Ella misma                  | 56 episodios, Productora              |
| 2004       | Eve                                           | Karen                       | 1 episodio                            |
| 2004       | Rock Me Baby                                  | Amanda                      | 1 episodio                            |
| 2004       | American Dreams                               | Brenda Reid                 | 1 episodio                            |
| 2005       | 8 Simple Rules for Dating My Teenage Daughter | Ashley                      | 1 episodio                            |
| 2008–2010  | Chuck                                         | Heather Chandler            | 2 episodios                           |
| 2010       | Project Runway                                | Ella misma - Jueza invitada | 2 episodios                           |
| 2019       | Grace & Frankie                               | Kareena G                   | 1 episodio                            |
| Año        | Título                                        | Artista                     | Papel                                 |
| 1992       | "Love, Oh Love"                               | Lionel Richie               | Niña                                  |
| 1998       | "So Into You"                                 | Tamia                       | Amiga de Tamia                        |
| 2006       | "I Call It Love"                              | Lionel Richie               | Interés amoroso (con Adam Rodríguez)  |

## Premios y nominaciones
| Año  | Premio             | Categoría                            |
| ---- | ------------------ | ------------------------------------ |
| 2005 | Teen Choice Awards | Personalidad de Televisión: Femenino |
| 2010 | Teen Choice Awards | Mejor Línea de Moda de Celebridad    |